# Hans Mehlhorn
Johannes „Hans” Mehlhorn (ur. 16 stycznia 1900 w Aue, zm. 2 lipca 1983 w Kolonii) – niemiecki bobsleista, brązowy medalista igrzysk olimpijskich.

## Kariera
Największy sukces osiągnął w 1932 roku, kiedy I reprezentacja Rzeszy Niemieckiej w składzie: Hanns Kilian, Max Ludwig, Hans Mehlhorn i Sebastian Huber zdobyła brązowy medal w czwórkach na igrzyskach olimpijskich w Lake Placid. Był to jego jedyny medal wywalczony na międzynarodowej imprezie tej rangi i zarazem jedyny start olimpijski. Ponadto Mehlhorn zdobył także mistrzostwo kraju w rywalizacji piątek w 1928 roku.